# Al momento giusto. Scuola Popolare di Musica di Testaccio
Al momento giusto. Scuola Popolare di Musica di Testaccio è un film documentario del 2005 diretto da Luca Gasparini.

## Trama
Il film racconta la storia di quattro persone - Luigi, friulano, classe 1936, infanzia e giovinezza trascorse in Eritrea, un secondo Luigi, romano, classe 1945, cresciuto nella Roma delle borgate, Agnès, giovane violinista francese, e Antonella, insegnante di musica - le cui vite, con svolte drammatiche, li conducono a un unico approdo: la SPMT, Scuola Popolare di Musica di Testaccio, storica associazione fondata nel 1975 in un locale occupato in Via Galvani, rione Testaccio, nel cuore di Roma.
Il documentario intreccia il racconto delle vite dei quattro protagonisti con la vicenda trentennale di questo straordinario centro di didattica musicale, e narra in musica - con testi di Giovanna Marini arrangiati da insegnanti e gruppi della SPMT - la filosofia, il passato e il presente della scuola.

## Riconoscimenti
- Audience Award, Ecofilms International Films Festival, Rodi, Grecia, 2006